# Coup d'État de 2002 au Venezuela
Le coup d'État du 11 avril 2002 au Venezuela désigne une tentative avortée de destitution forcée du président du Venezuela, Hugo Chávez, qui fut détenu et empêché d’exercer son pouvoir pendant 47 heures. Durant cette période, le pouvoir fut exercé par Pedro Carmona. Une combinaison de force militaire et de manifestations populaires fit avorter le coup d’État et permit de remettre en place Hugo Chávez. Des secteurs importants des forces armées et certains secteurs de l'opposition anti-Chávez ont refusé de soutenir le coup de Carmona,, qui fut par ailleurs condamné par les gouvernements latino-américains lors du XVIe sommet du Groupe de Rio, réuni au Costa Rica, et par différentes organisations internationales. Les États-Unis et l'Espagne ont rapidement reconnu le gouvernement de facto de Carmona, mais ont également fini par condamner le coup une fois que celui-ci eut échoué.
Le coup avait été planifié durant six à neuf mois, et a été exécuté après l'entrée en vigueur d'une série de lois controversées en novembre 2001 et après que le gouvernement eut tenté de renforcer son contrôle sur la compagnie pétrolière de l'État vénézuélien, PDVSA. Une grève générale a eu lieu en décembre 2001, et, pendant les premiers mois de 2002, plusieurs officiers supérieurs ont publiquement appelé Chávez à démissionner. Au début du mois d'avril, le bras de fer entre le gouvernement et l'opposition a débouché sur une grève à PDVSA, qui s'est transformée en grève générale le 9 avril 2002, soutenue par le syndicat (Confédération des travailleurs du Venezuela, CTV) et par la principale fédération patronale Fedecámaras. La grève a été prolongée pendant plusieurs jours, et le 11 avril, une manifestation de l'opposition a été déviée vers le palais présidentiel, où avait lieu un rassemblement pro-Chávez. Lorsqu'elle a atteint le centre-ville, des affrontements violents ont eu lieu, laissant un bilan de plusieurs morts et de dizaines de blessés par balles. Les médias privés vénézuéliens ont joué un rôle important en fournissant une couverture médiatique en continu de la grève générale et en soutenant et en diffusant l'appel à rediriger la manifestation vers le palais présidentiel. Le siège de Venevisión, propriété de Gustavo Cisneros, a notamment été l'endroit choisi par les principaux chefs de l'opposition pour se réunir après la manifestation du 11 avril et, de là, appeler les militaires à intervenir. Les médias privés ont par ailleurs refusé d'interroger des membres du gouvernement après la manifestation, et n'ont pas couvert les manifestations pro-Chávez qui ont suivi sa détention par les militaires. Des tentatives des partisans de Chávez pour déclarer qu'il n'avait pas démissionné ont été ignorées. La tentative d'une division de l'armée de rendre public son rejet du coup a été ignorée et diffusée uniquement par CNN. Lorsque les partisans de Chávez ont repris le palais présidentiel, les principaux médias privés vénézuéliens ont interrompu la couverture des événements, et deux des trois principaux journaux du pays ont annulé leurs éditions du dimanche.
Après coup, l'Organisation des États américains (OEA) a établi un espace de dialogue ou mesa de dialogue (littéralement « table de dialogue »), comme elle avait fait au Pérou après l'éviction d'Alberto Fujimori en 2000. À la demande de Chávez, la fondation de l'ex-président Jimmy Carter (le Centre Carter) et le Programme des Nations unies pour le développement (PNUD) en ont également fait partie. Pour faciliter sa participation au dialogue, l'opposition a créé la Coordinadora Democrática (CD, littéralement« coordinatrice démocratique »).

## Prémices
Le 13 novembre 2001, Hugo Chávez fait voter un ensemble de 49 lois en utilisant un « pouvoir habilitant » dont la période de validité était sur le point de se terminer. Deux décisions en particulier suscitent une controverse : une renforçant le contrôle du gouvernement sur PDVSA (entreprise pétrolière), que Chávez accusait d'être devenue un « État dans l'État », et une loi portant sur la réforme agraire, qui comportait l'expropriation de latifundiums (grandes exploitations) avec indemnisation au prix du marché. 
L'opposition aux lois débute par une action en justice du parti Action démocratique auprès la Cour suprême, pour se prononcer sur une éventuelle incapacité mentale du président, ce qui aurait permis sa destitution selon l'article 233 de la Constitution de 1999 ; Newsweek a tiré de cet épisode un reportage intitulé « Hugo Chávez est-il fou ? » (en anglais Is Hugo Chávez Insane?),. Le 10 décembre 2021, l'opposition a organisé une fermeture générale de vingt-quatre heures. (Les boutiques des quartiers pauvres sont restées ouvertes. Avec les journaux, les bureaux, les écoles et la Bourse fermés, « l'opposition jubilait, persuadée que le soutien à Chávez s'était érodé. » La grève a été organisée conjointement par le syndicat CTV, proche du patronnat, et l'organisation patronale Fedecámaras.
En février 2002, quatre officiers généraux et supérieurs, dont un général et un contre-amiral, ont appelé publiquement Chávez à démissionner. Le 7 février, le colonel de l'armée de l'air Pedro Vicente Soto et le capitaine de réserve Pedro Flores Rivero ont dirigé un rassemblement à Caracas, accusant le président Chávez de pratiques antidémocratiques et autoritaires. Le contre-amiral Carlos Molina Tamayo (es) déclare à la télévision que si Chávez ne démissionne pas, il devrait être destitué. En plus des accusations contre Chávez portant sur des entraves à la liberté d'expression, les officiers dénonçaient aussi le plan Bolívar 2000 et l'utilisation qu'il en faisait des ressources des forces armées à des fins sociales, plutôt qu'à assurer la défense du territoire. Ils déclaraient également que Chávez était en train de s'aliéner les États-Unis en se rapprochant de la guérilla colombienne et des pays de l'OPEP considérés comme hostiles par les États-Unis, y compris l'Irak de Saddam Hussein. Le 5 mars, l'ambassade des États-Unis signale dans un câble à Washington que Fedecámaras, le syndicat CTV et l'Église catholique sont parvenus à un accord sur les « fondements d'une action démocratique », que le câble décrit comme « dix principes guidant un gouvernement de transition. » Un employé de l'ambassade, commente le câble en notant que « […] cet accord… pourrait bien être le cadre de référence et le code de conduite d'un gouvernement de transition. »
Le 7 avril, Hugo Chávez annonce à la télévision le licenciement des cadres dirigeants de PDVSA. S'ensuit une intensification des manifestations de l'opposition. Le 9 avril, le syndicat CTV (Confédération des travailleurs du Venezuela) et Fedecámaras (syndicat patronal) déclenchent une grève générale de 24 heures pour soutenir les dirigeants de PDVSA.

## Déroulements

### Préparations
Le soir du 11 avril 2002, un des auteurs du coup d'État déclare à la télévision qu'« il y a neuf mois un mouvement a commencé à s'organiser plus fermement, un mouvement sérieux qui heureusement a porté ses fruits aujourd'hui ». Un groupe de militaires soutenant le coup, dont le général Enrique Medina Gomez, l'attaché militaire de l'ambassade du Venezuela à Washington qui s'était rendu à Caracas au début de la journée, déclarent au général Jorge García Carneiro, alors à la base de Fuerte Tiuna (es), que le coup avait été planifié pendant des mois. Ils lui disent également qu'un plan pour provoquer quelques décès avec des snipers — comme une manière de limiter le nombre de morts dans l'éventualité d'un coup — était envisagé depuis des années. Le général Lucas Rincón Romero (es), qui s'était rendu à Fuerte Tiuna à ce moment-là, témoignera plus tard à l'Assemblée nationale avoir entendu des choses similaires, et que le vice-amiral Héctor Ramírez lui avait avoué être impliqué dans la préparation depuis six mois. Le correspondant de CNN au Venezuela, Otto Neustald, enregistre un message d'un groupe d'officiers supérieurs conduits par le vice-amiral Héctor Ramírez, qui sera diffusé plus tard dans la journée. Le message, enregistré au moins deux heures avant l'annonce du premier mort, accuse Chávez de massacrer des innocents en utilisant des snipers, faisant allusion à au moins six morts et des douzaines de blessés,.
Le 10 avril, le brigadier général Nestor Gonzalez (es) apparaît à la télévision et exige la démission de Chávez en lui adressant un ultimatum. L'objet de la déclaration était d'inciter Chávez à annuler son déplacement au Costa Rica car les plans d'opération du coup nécessitaient sa présence au Venezuela. Le message est enregistré au domicile du journaliste José Ovidio Rodriguez (Napoleon Bravo), de l'émission 24 Horas, ce qu'il reconnaît lui-même lors de l'émission du 12 avril, dans une discussion avec le contre-amiral Molina Tamayo. À la même émission participe Victor Manuel Garcia (président de l'institut de sondage CECA), qui évoque sa direction d'un poste de commandement civil depuis la base de Fuerte Tiuna, qui était, d'après lui, en communication constante avec les postes de commandement militaires des généraux Nestor Gonzalez Gonzalez et Efrain Vazquez Velasco. Garcia déclare avoir eu une coordination détaillée avec le contre-amiral Molina Tamayo pendant la manifestation de l'opposition. Le 10 avril également, un brouillon de ce qui deviendra l'acte constitutif du gouvernement de Carmona est montré à l'intellectuel Jorge Olavarría (es) pour qu'il y apporte ses commentaires. Olavarría avertit que cet acte violerait les normes démocratiques et provoquerait une réaction internationale.

### Manifestations et heurts à Caracas
Le 11 avril 2002, plus de 200 000 personnes marchent vers le siège de PDVSA en soutien aux dirigeants récemment licenciés. Otto Neustald, alors correspondant de CNN sur place, déclarera, plusieurs mois plus tard, que le soir du 10 avril, dans l'appel qui lui demande d'enregistrer une vidéo le lendemain, il est informé qu'une manifestation se dirigera vers le palais présidentiel et qu'il y aura des morts. En fin de matinée, des orateurs au rassemblement devant le siège de PDVSA appellent à « marcher sur Miraflores (es) » (situé à 8 km de là). La foule approuve et entame le parcours qui la conduira vers le centre-ville et le palais. La manifestation est déviée sans l'autorisation de la police, qui était demandée par la loi. Voyant les événements à la télévision, le gouvernement appelle à arrêter la manifestation afin d'éviter une confrontation avec les manifestants pro-Chávez rassemblés autour du palais.
Avec peu d'effectifs de la Garde nationale et de la police métropolitaine de Caracas autour de Miraflores, Chávez ordonne l'activation du Plan Avila (plan d'opérations de l'armée pour contenir des troubles à l’ordre public) autour de midi,. L'ordre n'est pas exécuté car le général Manuel Antonio Rosendo, chef du CUFAN (Commandement unifié de l'Armée nationale, dénomination de l'état-major avant la loi LOFAN de 2005) soutient les officiers qui demandent la démission du gouvernement. Lorsqu'il s'avère impossible de joindre le général Rosendo, le général Jorge García Carneiro, commandant de l'unité militaire la plus grande de Caracas, propose d'intervenir. Cependant, son intervention est bloquée par l'action d'une autre unité qui tient un barrage sur une autoroute et redirige la circulation civile vers la base de Fuerte Tiuna, ce qui empêche les troupes de sortir. Lorsqu'il communique avec Fuerte Tiuna, le général García Carneiro est averti de l'intention des putschistes d'arrêter le président.

### Heurts à Miraflores
Près de Miraflores, le maintien de l'ordre est assuré selon les secteurs, par la police métropolitaine ou la garde nationale. Ils parviennent à arrêter temporairement la progression de la manifestation de l'opposition, menée par Guaicaipuro Lameda (es) et le contre-amiral Molina Tamayo. La garde nationale lance des gaz lacrymogènes ; Molina Tamayo, connaissant les techniques de maintien de l'ordre, encourage la foule à traverser le nuage (l'effet des gaz étant moins fort de l'autre côté). À 14 h 30 environ, les manifestants pro- et anti-Chávez, séparés de quelques dizaines de mètres, s'échangent des insultes et des jets d'objets et le premier coup de feu est entendu. Lameda, Molina Tamayo, Carmona et le syndicaliste de CTV Carlos Ortega (es) ont déjà quitté les lieux. En fin d'après-midi, on compte 19 morts, et environ 60 blessés par balles ; la plupart ayant été tués entre 15 h 20 et 15 h 55. Certains des manifestants décédés appartiennent au camp pro-Chávez, dont deux devant le palais de Miraflores, et trois dans le secteur du pont Llaguno.
Le pont Llaguno (en espagnol Puente Llaguno) est situé à environ 200 mètres du palais de Miraflores, au carrefour de l'avenue Urdaneta et l'avenue Baralt, en centre-ville de Caracas. Il permet à l'avenue Urdaneta de traverser, en la surplombant, l'avenue Baralt. La responsabilité des morts du 11 avril 2002 demeure l'un des sujets les plus controversés de la politique vénézuélienne aujourd'hui. Une caméra de Venevisión située sur la terrasse d'un immeuble filme des manifestants tirant au pistolet depuis un rassemblement pro-Chávez sur le pont Llaguno. Leur cible n'est pas visible, mais l'opposition déclare qu'ils tiraient sur la manifestation anti-Chávez, ce qui est repris par la voix off de l'émission de Venevisión qui diffuse les images. Les tireurs, arrêtés plus tard, déclareront qu'ils ripostaient au feu de la police métropolitaine et de snipers non identifiés postés sur les immeubles adjacents (dans tous les cas les pistolets qu'ils utilisent ne sont effectifs que dans un rayon de 10 à 15 mètres). Le documentaire The Revolution Will Not Be Televised montre un enregistrement pris par une équipe de la chaîne privée Globovisión qui montre l'avenue sous le pont Llaguno vide ; un autre documentaire, Radiografía de una mentira, défend que cet enregistrement dissimule un véhicule blindé de la police métropolitaine sur l'avenue en question. Le documentaire de 2004 Puente Llaguno: Claves de una Masacre, montre que des pro-Chávez n'ont commencé à tirer qu'à 16 h 38, à un moment où la plupart des victimes de l'opposition avaient déjà été tuées. De plus, la plupart des décès par balle de manifestants anti-Chávez sont relevés à au moins 250 mètres du pont Llaguno, avec des tirs de précision portés sur le visage ou le cou, dépassant de loin la distance d'engagement des armes de poing. L'enregistrement de la communication de l'équipe sur place avec le studio de Globovisión n'a été diffusé qu'en 2007. La journaliste sur place signale notamment la présence de snipers, habillés en noir, sur les toits du ministère des Affaires étrangères (4 tireurs), de la Banque centrale (quatre tireurs) et du ministère de l'Enseignement (deux tireurs). 
Un témoin oculaire avec entraînement militaire, ayant été lui-même blessé, signala que la plupart des victimes étaient atteintes à la tête et alerta la foule sur le danger imminent de snipers. Certaines des victimes (qui comptent à la fois des pro- et des anti-chávistes) ont été abattues à des endroits inatteignables depuis le pont, dans des rues adjacentes. Le journal El Nacional signale que la Garde présidentielle a arrêté trois snipers alors que d'autres rapports font état de l'arrestation de sept individus à l'hôtel Ausonia, qui ont été libérés plus tard dans la confusion du coup, et des douilles vides retrouvées à l'hôtel Edén. Des enregistrements vidéo et audio présentés lors du procès des commissaires de la police métropolitaine suggèrent que des policiers habillés en civil ont pénétré dans l'immeuble El Nacional et de là ils ont tiré au fusil de précision sur la manifestation de l'opposition et sur des fonctionnaires de la police métropolitaine situés sur l'avenue Baralt. À 15 h 45, Chávez apparaît de nouveau à la télévision. Émettant depuis un sous-sol du palais de Miraflores, il semble ne pas être au courant des affrontements et parle pendant 90 minutes des succès de son gouvernement, en appelle au calme. Au bout des 30 premières minutes, les chaînes divisent les écrans à nouveau, montrant sur une moitié Chávez et sur l'autre les violences autour du palais, puis perturbent l'audio du discours de Chávez. En réponse, Chávez ordonne l'interruption du signal des chaînes. Il n'apprend l'étendue des troubles qu'après la fin de son intervention.

### Coup d'État
Cinq minutes après l'intervention de Chávez, Lameda et le contre-amiral Molina Tamayo apparaissent sur Venevisión, où beaucoup des chefs de l'opposition s'étaient rassemblés, rendent Chávez responsable des violences et appellent les forces armées à intervenir. Une heure plus tard, Carmona et, entre autres, l'ex-ministre de Chávez Luis Miquilena (es), font des déclarations similaires et le message des officiers supérieurs enregistré dans la matinée par Otto Neustald est diffusé. À environ 19 h 30, Venevisión commence à diffuser sa version des événements, montrant les tireurs du pont Llaguno, juxtaposés avec des images de manifestants morts ou blessés, accusant les pro-Chávez de tirer sur des manifestants désarmés et de préparer une embuscade (cette version est largement reprise par les médias internationaux les jours suivants). Peu après, le commandant de l'armée de terre, le général Efrain Vasquez Velasco, accompagné d'autres hauts gradés, déclare que Chávez a perdu leur soutien.
Chávez tente de diffuser la version des faits du gouvernement, mais se heurte à une forte opposition. La télévision vénézuélienne refuse d'interroger des membres du gouvernement, et celui-ci doit se contenter d'émissions depuis le palais de Miraflores via la chaîne publique Canal 8 Venezolana de Televisión (VTV). À environ 22 heures, ce signal est aussi perdu lorsque la police de l'État de Miranda occupe les installations de VTV, les employés lançant la diffusion d'un vieux documentaire sur la vie animale avant de quitter les lieux. Peu avant l'occupation par la police, le gouverneur de l'État de Miranda Enrique Mendoza déclare que « cette chaîne de […] doit arrêter. » À 22 h 20, le général Alberto Camacho Kairuz, de la Garde nationale, déclare à la télévision que Chávez a « abandonné » ses fonctions. Chávez se trouve pourtant à Miraflores, en communication avec des ambassadeurs de plusieurs pays pour les tenir informés des évènements et demander leur aide en tant que médiateurs. Autour de minuit Fidel Castro appelle et l'incite à ne pas partir et à suivre l'exemple de Salvador Allende dans le coup d'État de 1973 (qui est mort dans le palais présidentiel, bombardé par l'aviation et une unité de blindés). José Vicente Rangel déclarera plus tard que Castro avait insisté sur le fait qu'il n'y ait pas de suicide. « C'était le facteur déterminant. Son conseil nous a permis de mieux voir. »

### Détention de Chávez
Dans les premières heures du 12 avril 2002, les auteurs du coup demandent la démission de Chávez. Chávez déclare qu'il va y réfléchir pour éviter un bain de sang s'il y avait des troubles impliquant la foule à l'extérieur du palais. Cependant, il pose quatre conditions, dont celle de démissionner devant l'Assemblée nationale, avec une passation de pouvoirs vers le vice-président avant la convocation de nouvelles élections ; et de s'adresser à la nation en direct à la télévision,. À 3 h, avec la menace d'un bombardement du palais de Miraflores par l'aviation, Chávez dit au général Lucas Rincón Romero qu'il est prêt à démissionner. Dans les vingt minutes Rincón Romero annonce à la télévision que « [à Chávez] lui a été demandée sa démission, ce qu'il a accepté (sic) ». Quelques minutes plus tard Chávez est informé que ses conditions sont irrecevables et il répond qu'il se rend en tant que « président prisonnier ».
Après que la démission a été annoncée, Chávez est transporté à la base de Fuerte Tiuna, où il rencontre des représentants de l'Église catholique. Il rencontre également des hauts gradés, qui ont décidé alors de ne pas le transporter à Cuba. Il va être transféré à la base de La Orchila, jusqu'à ce que les leaders du coup décident de son sort. Pendant sa détention à Fuerte Tiuna, Chávez a eu accès à la télévision et a pu voir les annonces de sa démission diffusées en boucle. Il s'inquiète de ce qu'il puisse être assassiné et sa mort présentée comme un suicide, afin de préserver la cohérence de cette version des faits. Il réussit à communiquer à l'extérieur qu'il n'a pas démissionné dans un appel téléphonique à María Gabriela Chávez, sa fille qui, grâce à des opérateurs du palais de Miraflores restés loyaux à Chávez, réussit à parler d'abord à Fidel Castro puis à la télévision cubaine. Dans un entretien avec deux femmes de la division légale des forces armées, Chávez réitère qu'il n'a pas démissionné et cette déclaration est faxée au procureur général Isaias Rodriguez. Pour la rendre publique, Rodriguez convoque une conférence de presse à 14 heures, prétendument pour annoncer sa démission. Mais, contrairement à ce qui était attendu, il annonce en direct à la télévision que Chávez n'a pas démissionné et qu'il est détenu illégalement. La suite de sa déclaration est coupée et n'est pas diffusée. Dans la soirée, Chávez est transféré à la base navale de Turiamo, près de Puerto Cabello et il s'inquiète du risque d'assassinat. Selon lui, à un moment donné un officier de la base met en garde un autre officier : « Si vous tuez le président, ici on va tous s'entre-tuer. »

### Gouvernement Carmona
Pendant l'après-midi du 12 avril 2002, Pedro Carmona, président du syndicat patronal Fedecamaras, est proclamé président par intérim avec « l'Acte de constitution du Gouvernement de transition démocratique et d'unité nationale », signé par environ 400 personnes présentes au palais de Miraflores à ce moment-là. Dans la foulée, le pouvoir législatif est dissous et tous les députés de l'Assemblée nationale (et leurs suppléants) sont destitués, de même que les maires élus depuis l'élection de Chávez, les membres du Tribunal suprême de justice, des institutions du ministère public et de la Cour des comptes (la Fiscal General de la República et la Contraloría General de la República), du Défenseur du peuple et du Conseil national électoral,,,,.
L'Acte déclare que des nouvelles élections auront lieu au plus tard en décembre 2002. Carmona remplace Guaicaipuro Lameda à la tête de PDVSA. La direction de PDVSA annonce alors l'arrêt des exportations de pétrole vers Cuba et l'augmentation de la production, impliquant la fin de la coopération avec l'OPEP. Bien que Carmona ait promis des nouvelles élections dans l'année, avec un retour au système bicaméral d'avant 1999 et qu'il ait annulé les 49 lois « habilitantes » votées six mois plus tôt, la dissolution du cadre institutionnel a fragmenté la coalition anti-Chávez qui avait soutenu le coup. Par ailleurs, des syndicalistes comme Carlos Ortega n'ont pas été inclus dans le gouvernement, et le général Efrain Vasquez a été écarté du ministère de la Défense, au profit du vice-amiral Héctor Ramirez.

## Manifestations pro-Chávez et échec du coup
Le 13 avril, dans la matinée, des manifestations de soutien à Chávez s'organisent dans plusieurs secteurs de Caracas. Contrastées avec les manifestations de l'opposition, les manifestations pro-Chávez sont majoritairement composées d'habitants des quartiers populaires de la périphérie de Caracas. Ils bloquent les autoroutes qui vont vers l'est et vers la Guaira (où se trouvent le principal port du pays et l'aéroport de Caracas). Les émissions de certaines chaînes privées vénézuéliennes ne comportent alors que des dessins animés et des films. Cependant, la chaîne d'information par câble CNN et la chaîne privée colombienne Caracol (radio et télévision) continuent à diffuser des informations sur les événements. Avec le palais entouré par des milliers de manifestants et des centaines de parachutistes, le commandant des parachutistes José Baduel appelle Carmona et lui dit que « tout comme Chávez, lui aussi (Carmona) est un otage. » Il lui adresse un ultimatum pour libérer Chávez vivant dans les vingt-quatre heures. Entre-temps, le général Raúl Baduel, qui commande l'ancienne division de parachutistes de Chávez à Maracay, essaye sans succès de rendre publique son opposition à Carmona ; les médias vénézueliens refusent de l'interroger. Raúl Baduel communique avec le commandant de la Garde présidentielle, qui était resté loyal à Chávez, et lui dit « c'est maintenant ou jamais. » Plus tard dans la matinée du 13 avril, la Garde présidentielle investit le palais de Miraflores via un système de tunnels le reliant à leurs casernes. Beaucoup des putschistes ont réussi à échapper. Étant donné que le lieu de détention de Chávez était tenu secret, la présidence est assurée pendant plusieurs heures par le vice-président Diosdado Cabello.
Avec Miraflores repris, et au courant du soutien du général Raul Isaias Baduel, Chávez rédige une note manuscrite où il marque qu'il n'a pas démissionné,,. Après la perte de Miraflores, les auteurs du coup tiennent une réunion à la base de Fuerte Tiuna et rédigent le brouillon d'une déclaration qui reconnaît Carmona comme président, mais demande la restauration des institutions démocratiques du pays. Dans la confusion de la réunion, l'allié de Chávez Jorge García Carneiro barre la partie reconnaissant Carmona ; et c'est ainsi que la déclaration est lue aux studios de CNN (puisque aucune chaîne vénézuélienne n'a accepté de le diffuser). Après le coup, Carmona sera placé en détention domiciliaire, mais réussira à obtenir l'asile politique à l'ambassade colombienne après qu'une manifestation anti-Chávez aura perturbé la surveillance de sa maison. Au petit matin du 14 avril, une unité héliportée libère Chávez à La Orchila et le ramène à Caracas. Diosdado Cabello fait la passation des pouvoirs. Chávez s'adresse à la Nation en montrant un crucifix, et appelle au calme. Pendant l'absence temporaire de Chávez, la Bourse de Caracas a atteint des sommets record, avec l'index poussant une progression de presque 1 000 points en une seule journée. Lorsqu'il est apparu clairement que le coup avait échoué, l'index est retombé.

## Couverture médiatique
D'importants groupes médiatiques vénézuéliens comme El Universal, El Nacional, El Nuevo País, Globovisión, Televen, CMT et RCTV ont soutenu le coup d'État. En même temps, le point de vue de l'opposition anti-Chávez a été relayé dans les dépêches de nombreuses agences de presse et média internationaux,. La une du 11 avril du quotidien El Nacional titrait « La bataille finale sera à Miraflores ». Pendant le mois de mars, RCTV a donné une couverture médiatique extensive des manifestations anti-Chávez, tout en évitant de couvrir les manifestations pro-Chávez. Le 11 avril, la manifestation anti-Chávez, le message « Chávez dehors » et l'appel à diriger la manifestation vers le palais présidentiel à Miraflores ont été « largement diffusés, promus et couverts par les chaînes de télévision privées, dont le soutien explicite à l'opposition est devenu évident. » Un flot continu d'annonces à la télé, diffusées gratuitement, appelait les Vénézuéliens à participer à la manifestation. Andrés Izarra, alors directeur de production de l'émission El observador de RCTV, déclarera plus tard à l'Assemblée nationale qu'il a reçu des instructions précises du propriétaire Marcel Granier pour que le 11 avril et les jours suivants, il ne diffuse « aucune information sur Chávez, ses partisans, ses ministres et aucune autre qui pourrait avoir un quelconque rapport avec lui. » Les auteurs du putsch, en incluant Carmona, se sont réunis au siège de Venevisión. Après la détention de Chávez, des protestations pro-Chávez, incluant des émeutes soldées par 19 morts, ont éclaté à divers endroits de Caracas. RCTV les ignora et envoya ses équipes dans des secteurs calmes de la ville pour « émissions de tranquillité en direct ». En direct sur Venevisión, le vice-amiral Victor Ramírez Pérez se réjouit du putsch et déclare : « On a eu une arme capitale : les médias. Et, puisque l’occasion se présente, je tiens à vous en féliciter. »
La télévision vénézuélienne n'a pas informé de la reprise du palais de Miraflores par les partisans de Chávez ; les quatre principales chaînes ont tout simplement arrêté de diffuser des informations sur les événements. Le St. Petersburg Times signala que RCTV diffusait des dessins animés. Venevisión diffusa un marathon de films hollywoodiens : Lorenzo's Oil, Nell et Pretty Woman. Une autre chaîne, Televen, conseilla à ses téléspectateurs de « rester à la maison », et diffusa des matchs de baseball et des feuilletons. Globovisión, la plus importante chaîne d'information en continu du pays et associée de CNN, rediffusa en boucle des enregistrements de la sortie de Chávez. Une voix off prévenait les téléspectateurs : « Nous vivons des temps de changement politique ». Les directeurs de Venevisión, RCTV et Globovisión, tout comme l'éditeur d'El Nacional, se sont réunis avec Carmona à Miraflores. Le directeur de Globovisión semble avoir appelé CNN à Atlanta (le siège de CNN en espagnol) « pour demander au réseau américain de se joindre au blackout. » Deux des trois principaux journaux, El Universal et El Nacional ont annulé leurs éditions du dimanche, « pour des raisons de sécurité. » Le troisième journal, Ultimas Noticias, a imprimé à tirage limité son édition, rendant compte des faits objectivement. D'autres quotidiens et des médias régionaux ont également couvert les événements. Lorsque CNN a annoncé l'opposition au coup d'une division stratégique des Forces armées à Maracay, « CNN exprima sa surprise sur le fait que la presse n'en disait rien. ». Le communiqué des officiers demandant la restauration de la démocratie depuis Fuerte Tiuna a dû être diffusé par CNN, parce qu'aucune chaîne vénézuélienne n'a accepté de le faire.

## Suites judiciaires
Les manifestants filmés en train de tirer depuis le pont Llaguno étaient considérés comme étant quatre militants pro-Chávez : Rafael Cabrices, Richard Peñalver, Henry Atencio et Nicolas Rivera. Ils ont été arrêtés par la police et sont restés en prison pendant un an, en attendant leur procès, mais les chefs d'accusation ont été abandonnées avant qu'il ne commence. Rafael Cabrices est mort d'un infarctus trois ans plus tard, en août 2005.
Sous la Constitution de 1999, les officiers des forces armées ont droit à une audience préliminaire devant la salle plénière du Tribunal suprême de justice pour décider de leur inculpation. Dans le cadre de cette audience, le tribunal a décidé, par 11 voix contre 9 (et deux abstentions), que quatre officiers supérieurs accusés de rébellion ne seraient pas inculpés, expliquant que ce n'était pas un coup d'État, mais un « vide de pouvoir » qui avait été produit par l'annonce de démission de Chávez faite par le général Lucas Rincon Romero. Le 12 mars 2004, la Salle constitutionnelle du Tribunal suprême de justice décida que les abstentions étaient inconstitutionnelles, que l'audience était frappée de nullité et que les officiers en question (alors à la retraite) pouvaient être inculpés. Le 18 novembre 2004, le procureur en chef Danilo Anderson est assassiné, peu après avoir programmé la mise en examen de 400 personnes présumées avoir participé au coup. Entre-temps, Carmona et autres protagonistes des événements se sont exilés. En décembre 2007, Chávez délivra une grâce présidentielle à plus de 60 personnes ayant signé le « décret Carmona » (l'Acte de constitution du gouvernement de facto).
En avril 2009, après un procès commencé en mars 2006 qui a vu « 265 expertises, 5 700 photos, 20 vidéos et 198 témoignages », dix agents de police ont été condamnés, pour leur implication dans la mort de trois manifestants le 11 avril 2002. Six d'entre eux ont été condamnés pour homicide à 30 ans de réclusion et un a été acquitté. Un avocat des victimes décrit alors la police métropolitaine de Caracas du 11 avril 2002 comme « le bras armé de l'opposition ».

## Filmographie
- John Pilger, The War on Democracy, 2007.